# 弦 (樂器)

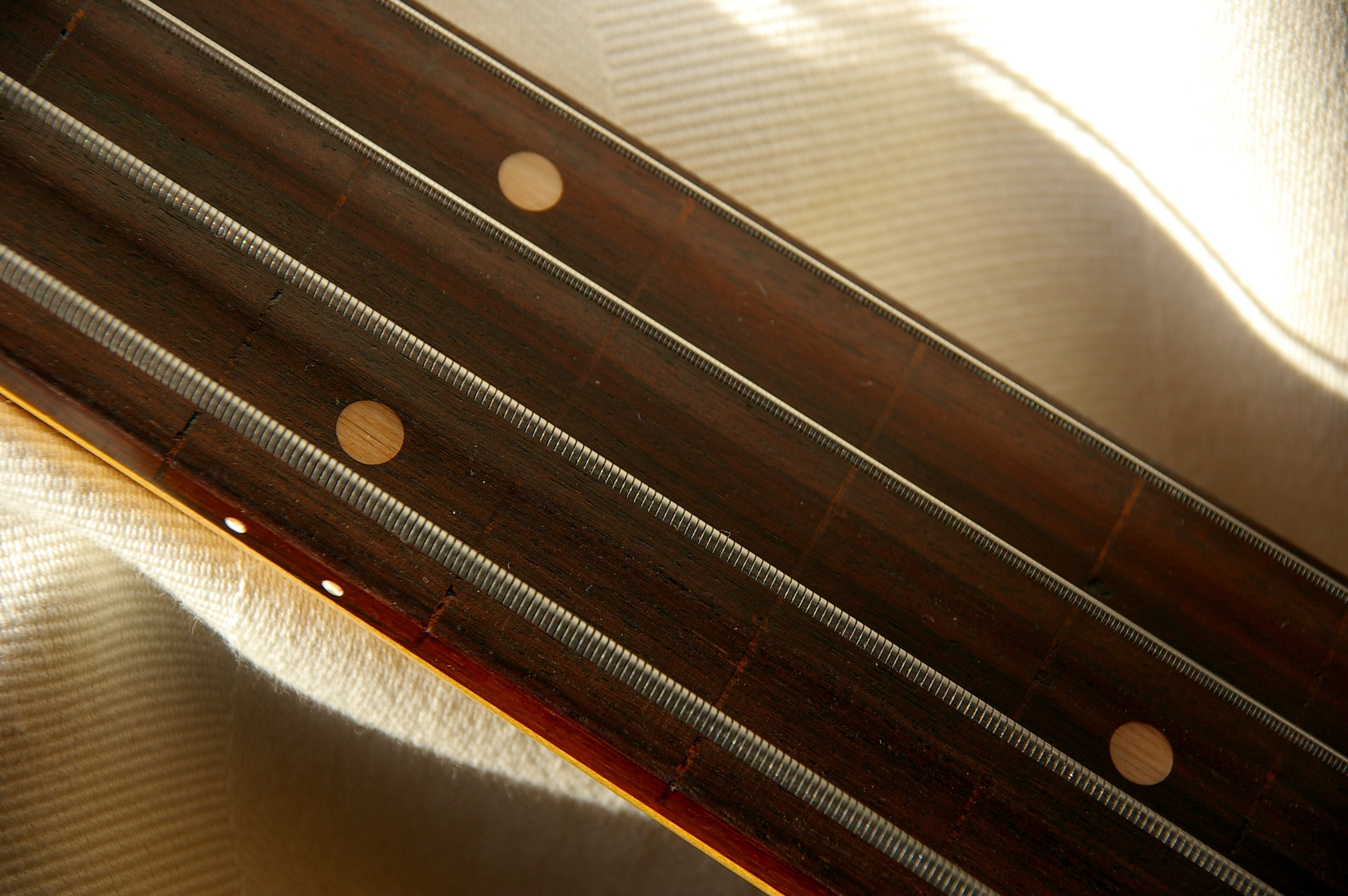
無品吉他上的平捲弦

弦線，大部分弦樂器例如吉他、豎琴、鋼琴及全體提琴家族的發聲源。弦線被固定於兩個支點，因接受力量所做成振動在特定頻率發音。而弦的長度、粗度、張力、所受力的類型和大小，都可影響弦的發聲效果。

## 結構
安裝在弦軸箱的弦（樂器轉動以收緊或鬆開琴弦張力的部分）通常是普通的。根據樂器的不同，琴弦的另一端可能具有普通端、環端或球端（短黃銅圓柱體），將琴弦連接到弦軸箱對面的系弦板。球端與環端在吉他中一起使用，這可確保琴弦固定在吉他的琴橋中。球端與環端在提琴系列樂器中一起使用時，這會將琴弦末端固定在系弦板上。某些樂器的琴弦可以在末端用絲綢包裹以保護琴弦。絲綢的顏色和圖案通常識別字串的屬性，例如製造商、尺寸、預期間距等。弦有各種變化，根據樂器的特點和演奏者的喜好使用。 

### 普通弦
普通弦是僅由芯線組成的單線弦、材料為合金金屬弦，通常使用所謂的鋼琴線。 絲綢製弦稱為紗線，原料是好的春蠶絲。 自古以來，琵琶湖北岸地區就有名產區，目前在總產量中仍佔很大比例，品質也很高。在和式樂器中，單線弦僅用於三味線和胡弓的最高音弦。 然而，在三味線中，有時使用尼龍。在吉他的情況下，它通常用於原聲吉他的一到兩條弦，電吉他的一條或三條弦。

### 撚弦
許多日本樂器弦（三味線和胡弓的最高音弦除外）的弦是由四根單線扭曲而成的。 在耐用性和價格方面，絲綢弦通常被尼龍弦所取代，但在音色方面，絲綢弦是相對悅耳的。

### 卷弦
卷弦是圍繞芯線纏繞繞組的弦。由鋼琴線製成的芯線纏繞鎳和不鏽鋼等。在極少數情況下，有些弦使用導體以外的材料（如尼龍）作為卷弦，如果芯線是具有高磁導率的金屬，則可以用於電樂器。現今的卷弦不易鬆動，因為主流的卷弦芯線為六邊形。古典樂器的弦也使用昂貴的鎢或銀製弦。此外，還有使用尼龍而不是金屬絲的卷弦。或者，它可能使用由多個卷弦揉合而成的核心線。
圓卷弦 (Round wound string)

使用圓形截面繞組，最常見的卷弦。聲音上升快，音質明亮，聲音容易維持。今吉他用於四到六條弦作為最常見。
平卷弦 (Flat wound string)

使用扁平截面繞組的卷弦。因為表面光滑，導致音色溫暖，也較無雜音。
半圓卷弦 (Half round wound string)

把圓環弦的表面被刮掉使弦光滑就成了半圓卷弦。具有圓卷弦和平卷弦之間的中間性質。
六角卷弦 (Hex wound string)

它由正六邊形芯線和緊密纏繞在六邊形形狀的繞組組成。由於核心線是六邊形的，指腹的觸感較不適，與圓形卷弦相比，磨損速度也更快。

## 材質
弦線的原料可以是單純的羊腸、絲、尼龍或鋼，又或者以單物料為軸心然後以其他細薄物料包捲而製成更多不同的音色或音高。而鋼則逐漸成為普遍的製弦材質，許多高品質的弦樂器以精緻的鋼弦作為材料的優先選擇。

## 演奏方式
弦樂器發聲的方式有三種，包括撥奏（plucking）、敲擊（striking）、及拉奏（bowing）。
- 撥奏 可以奏出高音頻的泛音（high harmonics），但聲音卻無法延續。撥奏的力度大小是影響聲音強弱的主因，最佳的撥奏位置是從弦的尾端往上1/7處，可以用指甲或撥片（plectrrum）來彈奏，聲音較清脆、明亮；若是單純以指頭來彈奏，聲音則較低沉。
- 敲擊 鋼琴及揚琴（dulcimer）是以敲擊琴弦來發出聲音，聲音會比撥奏時更堅實（solid），高音域的弦由於被拉緊，弦的振動可更持久，因此泛音可以延續較長。但敲擊的方式和撥奏相同，聲音都是屬於短暫的。
- 以弓拉奏琴弦 是最普遍的演奏方式。有別於撥奏和敲擊的短暫音響效果，拉奏可以創造出綿延不絕的聲音。而用弓拉弦時，悠揚的全弓、或是急促的跳弓都可以創造出多變的音色。